# EDTA
Etilendiamintetraocetna kislina ali EDTA je najpomembnejši predstavnik poliaminokarboksilatov oz. poliaminokarboksilnih kislin. Je brezbarvna spojina, na sobni temperaturi je v trdnem agregatnem stanju in v vodi se dobro topi. Je kelatni ligand, ki veže kovinske ione v stehiometričnem razmerju 1:1, ne glede na valenco iona.
EDTA se veže na centralni kovinski ion preko dveh dušikov in štirih karboksilatov, v oktaedrični geometriji. 
V kislih raztopinah prevladuje dvakrat protonirana oblika H6EDTA2+. Splošni zapis EDTA se nanaša na H4EDTA, ki prevladuje v nevtralnem mediju. V bazičnih medijih pa prevladuje oblika EDTA4-, v kateri so vse štiri karboksilne skupine deprotonirane. 
Prednost EDTA je njen širok pH interval efektivne vezave kovinskih ionov (2 < pH < 11), slabost pa je njena slaba biorazgradljivost in nespecifičnost za nekatere ione. Zato obstajajo strukturno različni poliaminokarboksilati z drugačnimi fizikalno-kemijskimi lastnostmi (EDDS, EGTA, BAPTA, DTPA ...).

## Sinteza
Letna svetovna proizvodnja EDTA je okrog 80.000 ton. Pripravi se jo iz etilendiamina, formaldehida in natrijevega cianida.